# Zespół dziecka potrząsanego
Zespół dziecka potrząsanego (ang. shaken baby syndrome, SBS) – forma przemocy wobec dzieci, która występuje przy gwałtownym potrząsaniu niemowlęciem lub małym dzieckiem, najczęściej poniżej 2 roku życia, ale czasem do wieku 5 lat. Dochodzi do powstawania urazów głowy, szyi i ośrodkowego układu nerwowego. Objawami SBS mogą być wymioty, drgawki, niemożność uspokojenia dziecka. Często nie ma lub są minimalne oznaki urazu zewnętrznego.
Ocenia się, że w USA urazy tego typu dotykają jedno na 1200–1600 dzieci każdego roku. W zespole często nie ma widocznych dowodów na zewnętrzny uraz. SBS mogą towarzyszyć urazy spowodowane uderzeniem o twarde przedmioty; takie połączenie potrząsania i uderzania o twardy obiekt jest czasami określane jako zespół potrząsania i uderzania (ang. abusive head trauma, AHT). 
Koncepcja SBS powstała na początku lat 70. w oparciu o teorię oraz liczne przypadki opisane przez radiologa Johna Caffeya oraz neurochirurga Normana Guthkelcha.
Zespół dziecka potrząsanego oprócz śmierci może spowodować poważne uszkodzenia mózgu, wiążące się z niepełnosprawnością do końca życia. Szacowana umieralność niemowląt z SBS waha się od 15 do 38%, a mediana wynosi 20–25%. Do połowy zgonów związanych z maltretowaniem dziecka jest wynikiem zespołu dziecka potrząsanego. Konsekwencje SBS inne niż śmierć obejmują różne stopnie upośledzenia wzroku (w tym ślepoty), motorycznego (np. porażenie mózgowe) i poznawczego. 